# Vošanovac
Vošanovac es un pueblo ubicado en la municipalidad de Petrovac, en el distrito de Braničevo, Serbia.

## Superficie
Posee una superficie de 10,18 kilómetros cuadrados.

## Demografía
Hasta 2011 la población era de 378 habitantes, con una densidad de población de 37,14 habitantes por kilómetro cuadrado.